# Parcul Național Cabañeros
Parcul Național Cabañeros (Parque Nacional de Cabañeros) este situat pe teritoriul comunității Castilia-La Mancha. El se întinde pe suprafața de 41.804, fiind renumit prin fauna sa bogată. Pe teritoriul parcului sunt căi de drumeție, sau drumuri amenajate pentru cicliști.

## Date geografice
Parcul este amplasat în nord-estul provinciei Ciudad Real și sud-estul provinciei Toledo. Pe teritoriul parcului se află regiunea muntoasă Montes de Toledo cu punctul cel mai înalt Rocigalgo ce are altitudinea de 1448 m deasupra n.m.. Râurile mai importante din parc sunt Bullaque și Estena, ambii afluenți a lui Guadiana, care marchează granița parcului, de est și de vest. Saturile din apropiere amplasate în provincia Ciuadad Real, sunt: Navas de Estena, Horcajo de los Montes, Alcoba de los Montes și Retuerta del Bullaque, iar cele din provincia Toledo: Los Navalucillos și Hontanar.

## Fauna

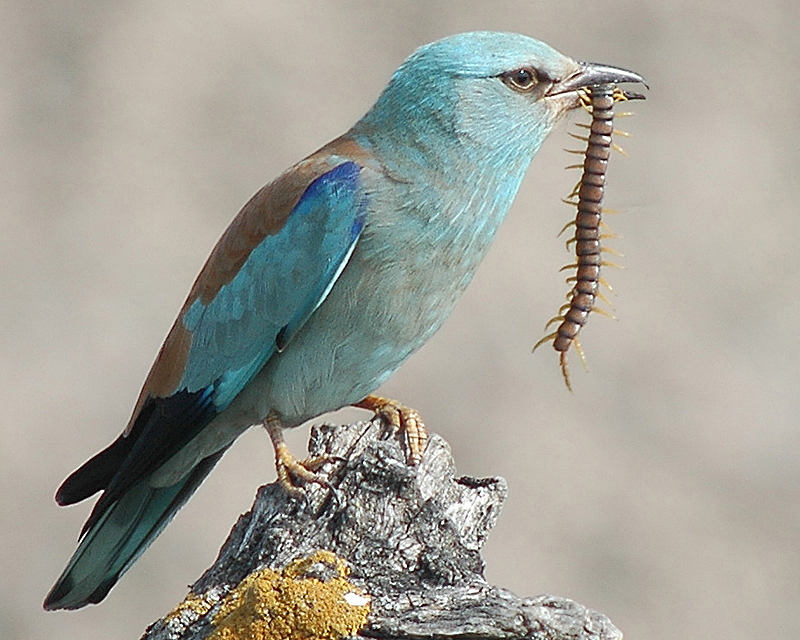
Coracias garrulus (dumbrăveancă)

Printre animalele care trăiesc aici, unele sunt pe cale dispariție ca de exemplu: Aquila adalberti, Aegipius monachus și Lynx pardinus. Lupul iberic (Canis lupus signatus ) a dispărut deja prin aniii 1970. Regiunea a fost repopulată cu Capra pyrenaica, Dama dama, Ovis orientalis  (muflon). Animale întâlnite frecvent sunt cerbii, căproarele, mistreții, ca și Herpestes ichneumon  (un soi de jder), pisici sălbatice și vidrele. Păsările sunt reprezentate printr-un număr mare de specii, cu păsări răpitoarea ca: Bubo bubo, Aegypius monachus, Aquila heliaca, Aquila chrysaetos, Hieraaetus pennatus, Falco peregrinus. Păsările căntătoare, sunt reprezentate prin: Sylvia conspicillata, Sylvia cantillans, Sylvia melanocephala, Emberiza calandra, Galerida theklae, Passer hispaniolensis, Oenanthe hispanica, etc. Se mai pot întâlni Ciconia nigra  (barza neagră), Alectoris rufa, Tetrax tetrax, Otis tarda, Ciconia ciconia, Circus pygargus, Merops apiaster, Coracias garrulus, Upupa epops, Cyanopica cyana  și Lanius meridionalis. Printre păsările migratoare care sosesc aici iarna, sunt: Elanus caeruleus, Falco columbarius, Circus cyaneus, Milvus milvus  și Melanocorypha calandra. Amfibiile sunt reprezentate prin: Triturus boscai, Triturus pygmaeus, Alytes obstetricans  și Discoglossus pictus. Speciile de pești mai importante ar fi Anaecypris hispanica, Barbus microcephalus  și Phoxinus phoxinus. Insctele sunt reprezentate printr-un număr mare de specii ca fluturii: Charaxes jasius, Coenonympha pamphilus, Argynnis pandora  și Lycaena phlaeas.

## Flora
La poalele munților sunt păduri de stejari, care de cele mai multe ori au fost plantate de om și care sunt destul des distruse de incendii. În reginile umede se află stejarul portughez, sau cel din Pirinei, arțari, Viburnum tinus, Sorbus torminalis, Crataegus monogyna. Paeonia suffruticosa, viță de vie (Vitis) ca și Betula pendula (mesteacăn).